# 罗伯特·巴蒂·麦克卢尔
罗伯特·巴蒂·麦克卢尔（英語：Robert Battey McClure，1896年9月15日—1973年9月15日），旧译麦克鲁，美国陆军少将，曾历经一战、二战和朝鲜战争。1944年11月，麦克卢尔被任命为中国战区美军司令部参谋长。1944年12月，中国战区中国陆军总司令部在昆明成立。麦克鲁被派作同盟國中國戰區统帅蒋介石的副参谋长，同时兼任中国陆军总司令部的作战司令。

## 荣誉
- 大绶宝鼎勋章（中华民国，1946年1月15日批准[1]）